# 二天一流 (伊東歌詞太郎のアルバム)
『二天一流』（にてんいちりゅう）は、伊東歌詞太郎の3枚目のフルアルバム。2017年10月4日にイザナギレコードから発売された。

## 概要
前作『ほしねこ』以来約1年ぶりのアルバム作品。フルアルバムとしては、『二律背反』以来約2年半ぶりのリリースとなった。
本作からは、自主レーベル『イザナギレコード』からのリリースとなり、本作に限りユニバーサルミュージックに販売・流通・配信を委託している。

## 収録内容
| 全作詞・作曲: 伊東歌詞太郎。 |                                        |              |              |              |      |
| #                            | タイトル                               | 作詞         | 作曲・編曲   | 編曲         | 時間 |
| 1.                           | 「IMAGINE」                            | 伊東歌詞太郎 | 伊東歌詞太郎 | タルタノリキ | 3:25 |
| 2.                           | 「タイムスリーパー」                   | 伊東歌詞太郎 | 伊東歌詞太郎 |              | 4:36 |
| 3.                           | 「銀河鉄道の夜」                       | 伊東歌詞太郎 | 伊東歌詞太郎 | れるりり     | 4:22 |
| 4.                           | 「雨ニモ負ケズ」                       | 伊東歌詞太郎 | 伊東歌詞太郎 | ゆりん       | 4:48 |
| 5.                           | 「EAT THE WORLD」                      | 伊東歌詞太郎 | 伊東歌詞太郎 | 棚橋UNA 信仁 | 4:18 |
| 6.                           | 「鏡の国のアリス」                     | 伊東歌詞太郎 | 伊東歌詞太郎 | nishi-ken    | 3:48 |
| 7.                           | 「誰かと誰かが出会うとき」             | 伊東歌詞太郎 | 伊東歌詞太郎 | nishi-ken    | 4:08 |
| 8.                           | 「S.O.S」                              | 伊東歌詞太郎 | 伊東歌詞太郎 | nishi-ken    | 3:27 |
| 9.                           | 「次は、九段下」                       | 伊東歌詞太郎 | 伊東歌詞太郎 | 棚橋UNA 信仁 | 4:15 |
| 10.                          | 「帰ろうよ、マイホームタウン〜追想〜」 | 伊東歌詞太郎 | 伊東歌詞太郎 | 棚橋UNA 信仁 | 5:38 |
| 合計時間:                    | 合計時間:                              | 合計時間:    | 42:45        |              |      |

## 演奏
- 伊東歌詞太郎：Vocal, Guitar (#2.5.9.10)
- 柴田佳則：Guitar (#1.2.4.5.9.10)
- 高田翼：Guitar (#6)
- 木島靖夫：Guitar (#7)
- 加藤薫：Guitar (#5)
- 高間有一：Bass (#2)
- 田辺貴広：Drums (#2)
- 幡宮航太：Keyboards & Programming (#2)
- 棚橋“UNA”信仁：Programming & All Other Instruments (#5.9.10)

## タイアップ
鏡の国のアリス
アーケードゲーム『太鼓の達人』ナムコオリジナル書き下ろし楽曲
S.O.S
スマートフォン用RPG『18キミトツナガルパズル』コラボ楽曲